# Manuel Torres Bueno
Manuel Torres Bueno fue un político mexicano, abogado y jefe de la Unión Nacional Sinarquista. Bueno lideraría la organización durante el apogeo y actividad. Su mandato como líder de la Unión Sinarquista Nacional fue un período de inestabilidad ideológica que finalmente conduciría a la fractura de la organización.

## Unión Nacional Sinarquista
Abogado de profesión, Torres Bueno abandonó su profesión en diciembre de 1941 después de que Salvador Abascal lo designara como su sucesor en octubre. Abascal abandonó la Unión para iniciar una colonia sinarquista en Baja California . Asumió el cargo el 13 de diciembre. Como líder, buscó definir el movimiento a lo largo de líneas más moderadas que su predecesor. Continuando con los temas del anticomunismo y la oposición a la democracia liberal, Torres Bueno argumentó que el fascismo y el nazismo eran igualmente peligrosos para el "Orden cristiano" que buscaba establecer en México. Inclinándose más a la rama conservadora de democracia cristiana a pesar de sus diferencias con ese concepto, como en dar una parcela de tierra para cada familia que hubiera obtenido reconocimiento legal. Sus puntos de vista comparativamente moderados, así como el deseo de Torres Bueno de considerar convertir la Unión en un partido político, hicieron que Abascal abandonara el movimiento por completo y pronto se le unieron los hermanos José y Alfonso Truebas Olivares, los dos principales ideólogos del movimiento.
Bajo su liderazgo, la ONU cayó en el fraccionalismo, lo que incluso llevó a una pelea pública a puñetazos entre Torres Bueno y un rival por el poder, Carlos Athie, frente a la Basílica de Nuestra Señora de Guadalupe en Ciudad de México. El 23 de junio de 1944 se prohibió el movimiento, que también cesó la publicación de su órgano El Sinarquista y Torres Bueno atrajo críticas por su falta de resistencia a esta ley.

## Posterior a la UNS
Perdió el poder ante Athie a principios de 1945 y pronto se separó, encabezando su propio grupo disidente. Más tarde ese mismo año entregó el liderazgo de la facción a su aliado Gildardo González Sánchez. A pesar de haber sido reemplazado como líder, Torres Bueno recibió un solo voto por escrito en las elecciones presidenciales de 1946 . Torres Bueno también participó en la creación del Partido Fuerza Popular como brazo político de corta duración del movimiento sinarquista .
Aunque Torres Bueno se alejaría de la política, la escisión en la UNS se mantuvo y ha continuado hasta la fecha. La facción de Torres Bueno se politizó por completo a fines de la década de 1970 como el Partido Demócrata Mexicano, un partido que ahora está extinto.